# Wisznia Mała
Pour la gmina, voir Wisznia Mała (gmina).
Wisznia Mała est une localité polonaise, siège de la gmina de Wisznia Mała, située dans le powiat de Trzebnica en voïvodie de Basse-Silésie.

## Histoire
De 1742 à 1945, Wiese fait partie de l'arrondissement de Trebnitz dans le district de Breslau au sein de la province de Silésie.